# Catunaregam obovata
Catunaregam obovata är en måreväxtart som först beskrevs av Ferdinand von Hochstetter, och fick sitt nu gällande namn av A.E.Gonç.. Catunaregam obovata ingår i släktet Catunaregam och familjen måreväxter. Inga underarter finns listade i Catalogue of Life.